# Musée de la Navigation antique (Mayence)
Le musée de la Navigation antique (Museum für Antike Schifffahrt) se trouve à Mayence.

## Histoire
Depuis 1994, le département de la recherche sur la navigation antique du Musée central romain-germanique dispose de son propre musée, établi dans une halle de marché transformée datant du XIXe siècle, antérieur atelier de réparation de compagnie ferroviaire Ludwigsbahngesellschaft de Hesse.
Au centre de l'exposition se trouvent les cinq embarcations militaires du IVe siècle apr. J.-C., découvertes en 1981/82 lors de travaux de construction d'une extension de Hilton Hotel. Les épaves se trouvaient à environ 7,5 m au-dessous de l'actuel niveau de la rue, immédiatement devant les murs entourant Mogontiacum, la ville de Mayence à l'époque romaine et capitale de la Germanie supérieure.
La découverte de ces épaves et les représentations graphiques antiques ont déjà permis la reconstruction fidèle à l'original de deux de ces bateaux. Ces répliques illustrent de façon impressionnante la taille et la forme des bateaux naviguant sur le Rhin à l'époque de l'Antiquité tardive ainsi que leur utilisation comme patrouilleurs et transporteurs de troupes.

## Collections
Les visiteurs peuvent rejoindre des tribunes, d'où ils pourront observer les artisans qui sont en train de reconstruire d'autres modèles de bateaux. Un grand nombre de pièces ayant trait à l'organisation et aux tâches de la marine romaine, et des informations sur la construction navale complètent l'exposition.

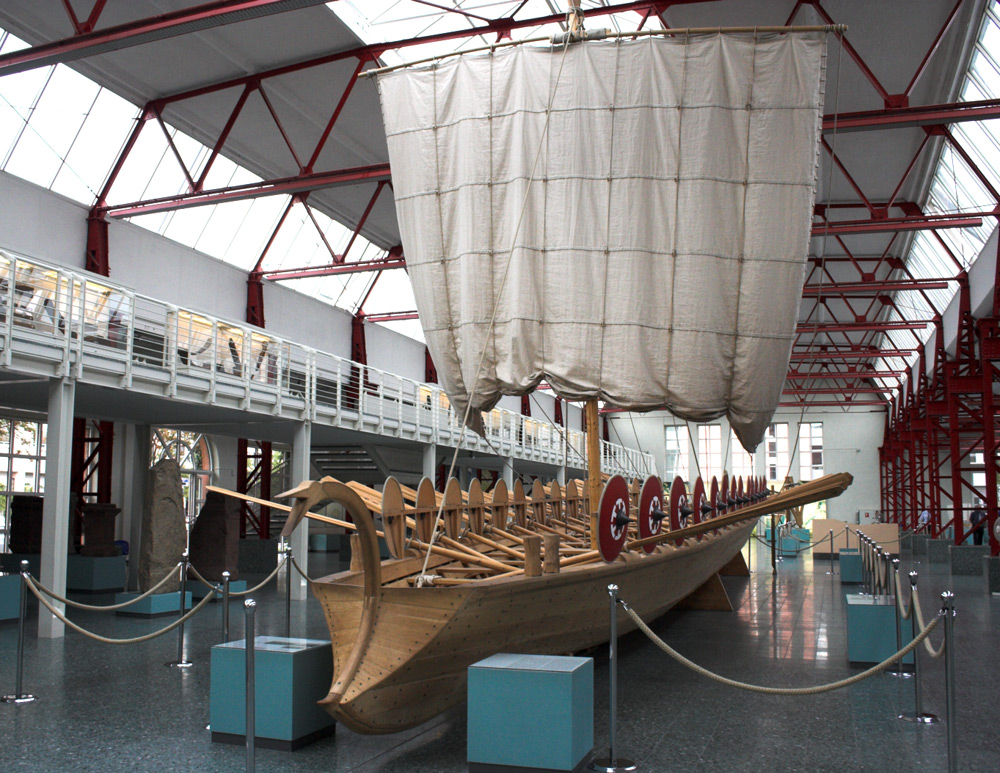
Reconstitution d'un des navires militaires du IVe s. (navis lusoria) trouvés en 1981 sur la rive du Rhin à Mayence.
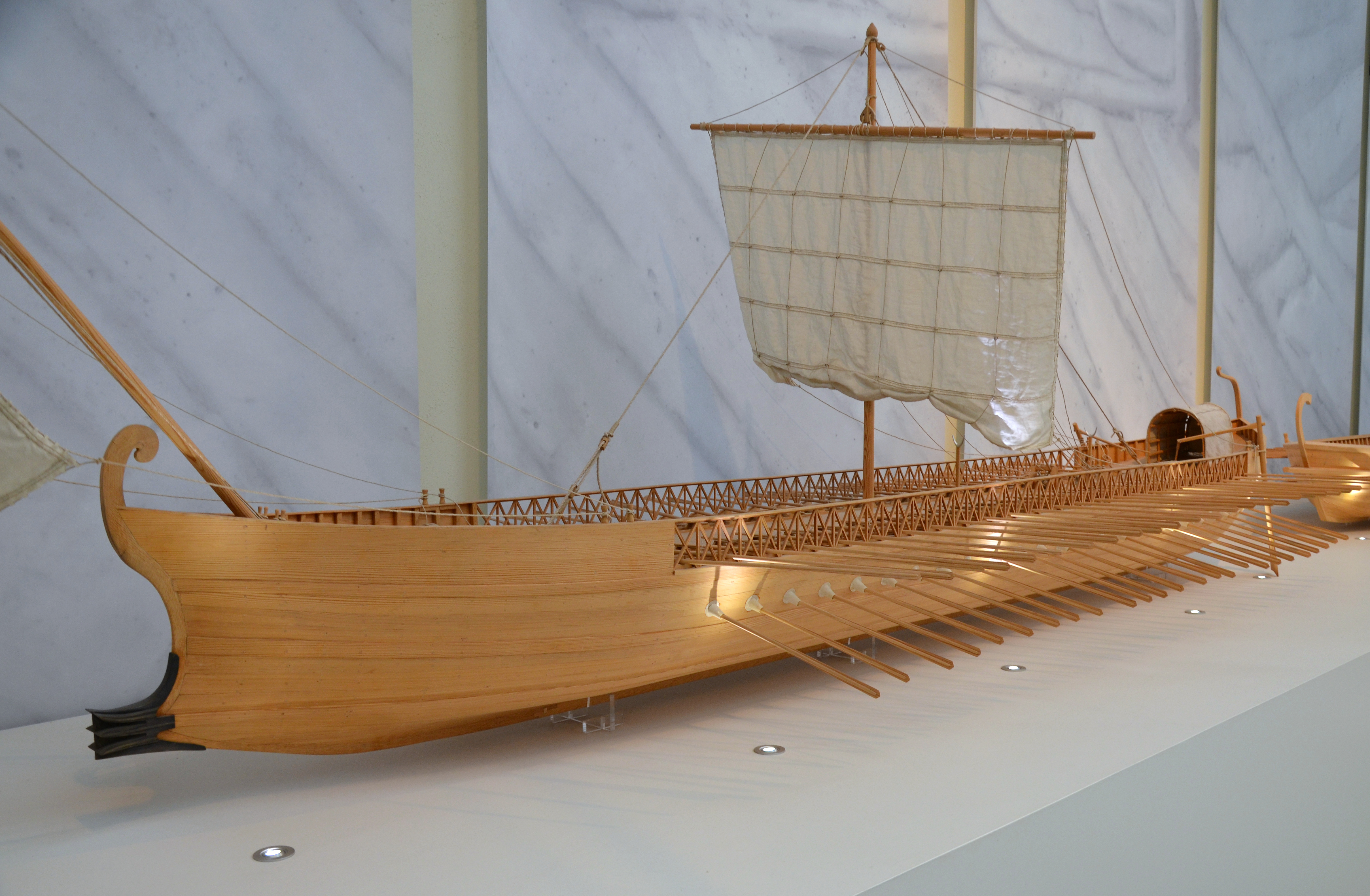
Maquette au 1/10 d'une quadrirème du milieu du Ier siècle.
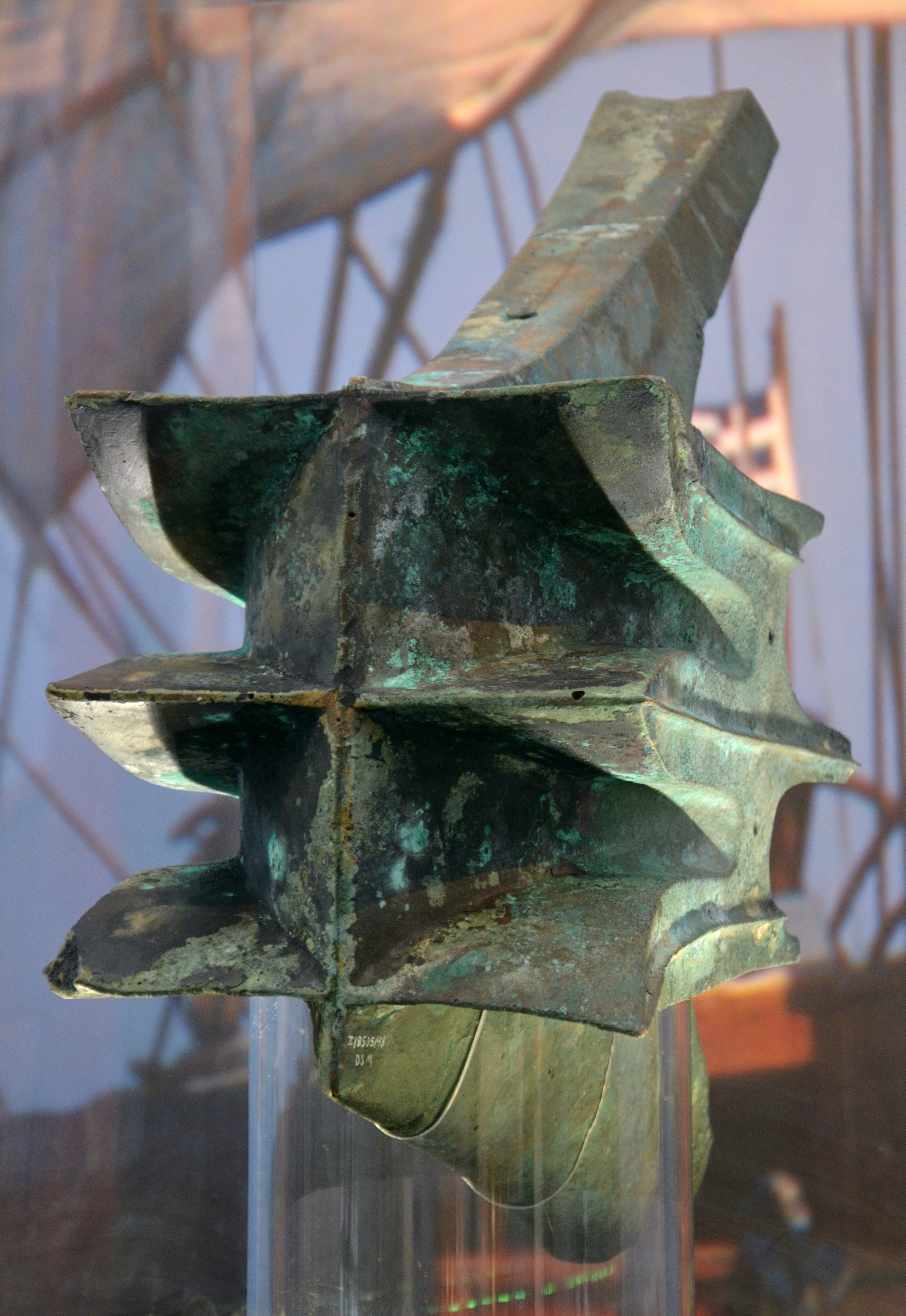
Rostre de bronze d'un navire romain (IIIe-IIe s. av. JC). Prêt du musée de la Navigation de Bremerhaven.
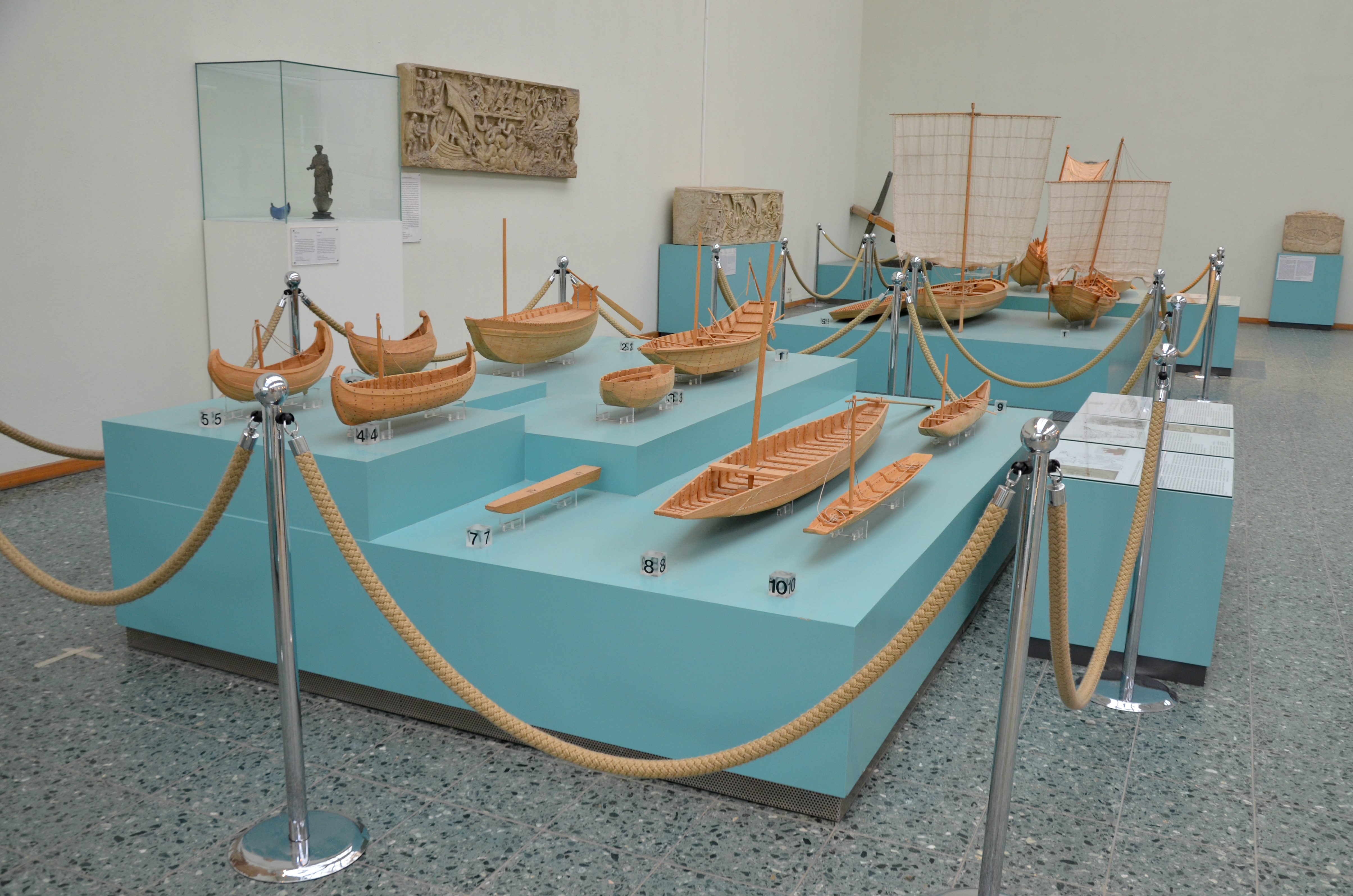
Maquettes au 1/10 de navires romains reconstitués.